# Caenohalictus modestus
Caenohalictus modestus är en biart som först beskrevs av Smith 1853.  Caenohalictus modestus ingår i släktet Caenohalictus och familjen vägbin. Inga underarter finns listade.